# Фейрфорест (Південна Кароліна)
Фейрфорест (англ. Fairforest) — переписна місцевість (CDP) в США, в окрузі Спартанберг штату Південна Кароліна. Населення — 1646 осіб (2020).

## Географія
Фейрфорест розташований за координатами 34°56′49″ пн. ш. 82°1′8″ зх. д. / 34.94694° пн. ш. 82.01889° зх. д. (34.946963, -82.018906).  За даними Бюро перепису населення США в 2010 році переписна місцевість мала площу 5,43 км², з яких 5,42 км² — суходіл та 0,01 км² — водойми.

## Демографія
Згідно з переписом 2010 року, у переписній місцевості мешкали 1693 особи в 607 домогосподарствах у складі 404 родин. Густота населення становила 312 осіб/км².  Було 683 помешкання (126/км²).
Расовий склад населення:
| - 62,0 % — білих - 17,2 % — чорних або афроамериканців - 5,8 % — азіатів - 0,3 % — корінних американців - 12,0 % — осіб інших рас |

До двох чи більше рас належало 2,5 %. Частка іспаномовних становила 35,4 % від усіх жителів.
За віковим діапазоном населення розподілялося таким чином: 28,7 % — особи молодші 18 років, 60,5 % — особи у віці 18—64 років, 10,8 % — особи у віці 65 років та старші. Медіана віку мешканця становила 30,8 року. На 100 осіб жіночої статі у переписній місцевості припадало 106,5 чоловіків;  на 100 жінок у віці від 18 років та старших — 102,5 чоловіків також старших 18 років.
Середній дохід на одне домашнє господарство  становив 31 774 долари США (медіана — 25 688), а середній дохід на одну сім'ю — 36 951 долар (медіана — 40 648). За межею бідності перебувало 24,0 % осіб, у тому числі 19,2 % дітей у віці до 18 років та 14,4 % осіб у віці 65 років та старших.
Цивільне працевлаштоване населення становило 721 особа. Основні галузі зайнятості: виробництво — 32,0 %, науковці, спеціалісти, менеджери — 22,7 %, роздрібна торгівля — 10,1 %, транспорт — 8,9 %.